# 변하율
변하율(1999년 3월 4일 ~ )은 맘모스 엔터테인먼트 소속의 대한민국의 치어리더이다.